# Castelnuovo (Trente)
Castelnuovo is een gemeente in de Italiaanse provincie Trente (regio Trentino-Zuid-Tirol) en telt 926 inwoners (31-12-2004). De oppervlakte bedraagt 13,5 km², de bevolkingsdichtheid is 69 inwoners per km².

## Demografie
Castelnuovo telt ongeveer 373 huishoudens. Het aantal inwoners steeg in de periode 1991-2001 met 7,6% volgens cijfers uit de tienjaarlijkse volkstellingen van ISTAT.
| Jaar | Inwoneraantal |
| ---- | ------------- |
| 1991 | 833           |
| 2001 | 896           |

## Geografie
Castelnuovo grenst aan de volgende gemeenten: Telve, Scurelle, Carzano, Borgo Valsugana, Villa Agnedo, Asiago (VI).